# جنگ ۲۰۱۲ غزه
جنگ ۲۰۱۲ غزه با نام عملیاتی عملیات ستون دفاعی (به عبری: מבצע עמוד ענן) یا جنگ هشت‌روزه، عملیاتی نظامی بود که نیروهای دفاعی اسرائیل در نوار غزه به‌مرحله اجرا درآوردند و به‌طور رسمی در تاریخ ۱۴ نوامبر ۲۰۱۲، با کشتن احمد الجعبری فرمانده شاخه نظامی حماس در غزه توسط اسرائیل آغاز گشت. مقامات اسرائیلی اعلام کردند، هدف از اجرای آن متوقف ساختن حملات راکتی کور و بی‌رویه از نوار غزه و مختل ساختن توانایی سازمان‌های شبه‌نظامی است.
به گفتهٔ دولت اسرائیل، این عملیات در پاسخ به حملات راکتی شبه‌نظامیان از نوار غزه و حملات علیه سربازان اسرائیلی در مرز غزه - اسرائیل آغاز شد. مقامات حماس، که اداره نوار غزه را دردست دارند، ضمن تکذیب متجاوز بودن حماس در این قضیه، اعلام کردند آن‌ها نمی‌خواسته‌اند شاهد افزایش خشونت‌ها باشند. حمد قاضی معاون وزیر امورخارجه حماس گفت "ما هنوز می گوییم که ما قربانیان اشغال هستیم و ما هدف حمله قرار گرفته‌ایم،" و با این استدلال که حماس حق دفاع از مردم را داشته بنابراین به حملات اسرائیل پاسخ داده‌است، وی اضافه کرد "اگر غزه درامان نباشد، شهرهای شما هم درامان نخواهد بود."
در طول این عملیات، نیروهای آی‌دی‌اف بیش از ۱٬۵۰۰ نقطه در نوار غزه، ازجمله ده‌ها پد لانچرهای پرتاب راکت، انبارهای (دپوهای) مهمات، پست‌های فرماندهی حماس، وزارت کشور حماس و دیگر ساختمان‌های دولتی و همچنین ده‌ها خانه و بلوک آپارتمان مسکونی را هدف حمله قراردادند. بین ۱۵۸ تا ۱۷۷ فلسطینی در این حملات کشته‌شدند، که ۵۵ تا ۱۲۰ نفر از جان‌باختگان از نیروهای شبه‌نظامی بودند. به‌علاوه ۱٬۳۰۰ تا ۱٬۵۰۰ فلسطینی نیز زخمی‌شده و بین ۳۵۰ تا ۷۵۰ خانوار فلسطینی نیز بر اثر این حملات آواره شدند. لزوماً تمام تلفات فلسطینیان در نتیجه حملات اسرائیل نبود، برخی از آن‌ها بر اثر اصابت اشتباه راکت به نوار غزه جان‌باخته یا زخمی شدند. به‌علاوه، ۸ فلسطینی نیز به‌طور خودسرانه توسط اعضای شاخه نظامی حماس گردان‌های عزالدین قسام، به اتهام همکاری بااسرائیل اعدام شدند.
گروه‌های فلسطینی ترور احمد الجعبری را "بازشدن دروازه‌های جهنم" نامیدند و گردان‌های عزالدین قسام و جهاد اسلامی حملات راکتی خود را به شهر و شهرک‌های اسرائیلی تشدید کردند، در عملیاتی که از طرف گردان‌های القسام "عملیات سنگ‌های سجیل" و از طرف اعضای جهاد اسلامی آن را "عملیات آسمان آبی" نام گرفت.
در این مدت گروه‌های شبه‌نظامی بیش از ۱٬۴۵۶ راکت به سمت اسرائیل شلیک کردند (۱۴۲ راکت نیز در خود نوار غزه سقوط کرد.) گروه‌های شبه‌نظامی فلسطینی از تسلیحاتی چون راکت‌های فجر-۵ ایرانی، راکت‌های گراد روسی، راکت قسام و گلوله‌های خمپاره استفاده کردند. برخی از این راکت‌ها و گلوله‌ها به ریشون لتسیون، بئرشبع، اشدود، اشکلون و سایر مناطق مراکز پرجمعیت شلیک شدند. برای اولین بار پس از جنگ خلیج فارس در سال ۱۹۹۱ تل آویو مورد اصابت راکت قرار گرفت و چند راکت نیز بیت المقدس را هدف قراردادند. بر اثر حملات راکتی گروه‌های فلسطینی، چهار غیرنظامی اسرائیلی جان باختند که سه تن از آن‌ها دراثر اصابت مستقیم راکت به خانه‌ای در کریات ملاخی کشته‌شدند، دو سرباز اسرائیلی و تعدادی غیرنظامی فلسطینی نیز در این حملات جان خود را از دست دادند. تا تاریخ ۱۹ام نوامبر، ۲۱ اسرائیلی بر اثر حملات راکتی زخمی شدند و ۲۸ نفر در حین هشدار آژیرخطر مجروح گردیدند و ۲۰۰ نفر دیگر نیز بر اثر شوک حملات و استرس حاد تحت درمان قرار گرفتند. سامانه دفاع موشکی گنبد آهنین اسرائیل دست‌کم ۴۲۱ راکت را رهگیری کرد، ۱۴۲ راکت نیز در خود نوار غزه سقوط کرد، ۸۷۵ راکت در مناطق باز فرود آمد و ۵۸ راکت دیگر نیز به مناطق شهری اسرائیل اصابت کرد. در بمب‌گذاری یک‌دستگاه اتوبوس در تل آویو توسط یک عرب اسرائیلی تبار، ۱۰ نفر زخمی شدند و ۱۸ نفر دیگر نیز بر اثر شوک بعد از حادثه تحت درمان قرارگرفتند. خالد مشعل رهبر سیاسی حماس، ضمن تکذیب دست‌داشتن حماس در این بمب‌گذاری اعلام کرد وی بر این باور است که این بمب‌گذاری در پاسخ مستقیم به خشونت‌های غزه صورت گرفته‌است. بی‌بی‌سی گزارش داد حماس این حمله را مورد "ستایش" قرارداده‌است.
ایالات متحده آمریکا، انگلستان، کانادا، آلمان و کشورهای غربی دیگر حمایت‌شان را از حق دفاع اسرائیل ابراز داشتند یا حملات راکتی حماس به اسرائیل محکوم کردند. جمهوری اسلامی ایران، مصر، ترکیه و چند کشور عربی و مسلمان دیگر نیز حملات و عملیات اسرائیل را محکوم کردند. شورای امنیت سازمان ملل جلسه‌ای اضطراری در رابطه با این موضوع برگزار کرد که نتیجه‌ای از این جلسه حاصل نشد. چین و روسیه نیز نگرانی خود را از احتمال افزایش تلفات غیرنظامیان عنوان داشته و خواستار خویشتن‌داری طرفین شدند. در تاریخ ۲۱ام نوامبر توافق برسر آتش‌بس پس از انجام چند روز مذاکره بین حماس و اسرائیل با میانجی‌گری مصر اعلام شد. هر دو طرف مدعی پیروزی در این عملیات شدند. اسرائیل اعلام کرد که به هدف خود در فلج‌ساختن توانایی پرتاب راکت توسط حماس دست یافته‌است، در حالی که حماس اعلام کرد "گزینه حمله به غزه پس از این پیروزی از بین رفته و هرگز باز نخواهدگشت" و از ایران و مصر برای کمک های‌شان تشکر کرد.

## ریشه‌یابی نام عملیات
ترجمه تحت‌اللفظی نام عبری این عملیات ستون ابر است اما منابع رسمی انگلیسی زبان این عملیات را تحت عنوان ستون دفاعی ترجمه کرده‌اند. ایتان بوچمن سرپرست تحریریه رسانه‌ای منطقه آمریکای شمالی آی‌دی‌اف، تصریح کرد که این نام به ستون ابر در کتاب مقدس یهودیان اشاره می‌کند که بنی‌اسرائیل را (در خروجش از مصر) به سمت سرزمین‌های مقدس هدایت نمود. یک تفسیر از کتاب مقدس یهودیان بدین گونه شرح می‌دهد که ستونی از ابر از بنی‌اسرائیل در برابر تیرها و منجنیق‌های مصریان محافظت کرده‌است. بدین ترتیب این نام (عملیات ستون ابر) نیروهای دفاعی اسرائیل را به عنوان محافظی دربرابر حملات راکتی قیاس می‌کند. برخی مفسران ضمن انتقاد از نام عبری عملیات مدعی‌اند آی‌دی‌اف خود را خدا نامیده است. حماس نیز عملیات خود را تحت عنوان "سنگ‌های سجیل" نام‌گذاری کرد.

## پیش‌زمینه
پس از جنگ غزه ۲۰۰۹–۲۰۰۸ تنش‌ها همچنان بین دولت حاکمهٔ حماس در نوار غزه و اسرائیل ادامه پیدا کرد، چنان‌که دو طرف به‌صورت مقطعی و دروه‌ای با یکدیگر درگیری‌هایی داشتند. از سال ۲۰۰۷ و با تحمیل محاصره اقتصادی اسرائیل بر نوار غزه، اقتصاد این باریکه روبه وخامت گذاشت و حماس به عنوان یکی از شرایط آتش‌بس با اسرائیل، خواستار پایان دادن به محاصره اقتصادی غزه از سوی اسرائیل شده بود. در حالی که اسرائیل در ۲۲ ژانویه ۲۰۱۳ انتخابات کنست را پیش‌رو دارد، برخی منابع (از رجب طیب اردوغان جمله نخست‌وزیر ترکیه) به این مضمون اشاره کردند که زمان این عملیات به‌گونه‌ای برنامه‌ریزی شده‌است تا دولت فعلی بتواند دورنما و چشم‌انداز انتخاباتی خود را بهبود بخشد.

## وقایع پیش از عملیات
به گفته آژانس امنیت اسرائیل، حمله‌های راکتی از نوار غزه به اسرائیل در سال ۲۰۱۲ به‌طور پیوسته ادامه داشته‌است. در ۲۴ اکتبر و در پی حمله‌های راکتی و بمباران دو طرف علیه یکدیگر شماری از شهروندان اسرائیلی زخمی و چند تن از ساکنان نوار غزه کشته شدند و تا تاریخ ۲ نوامبر هیچ‌گونه تلفات بیشتری بر طرف وارد نگردید.
در تاریخ ۲ام نوامبر یک جوان فلسطینی ۲۲ ساله بر اثر آتش تانک‌های اسرائیلی به مرکز نوار غزه به‌شدت زخمی گشت. در ۵ام نوامبر سربازان اسرائیلی یک جوان ۲۰ ساله غیرمسلح و نامتعادل فلسطینی را که به حصار فی‌مابین غزه و اسرائیل نزدیک شده بود، به ضرب گلوله از پای درآوردند. به‌گفتهٔ منابعی درمانی فلسطینی، این فرد دارای مشکلات یادگیری بوده‌است. در همان تاریخ انفجار یک بمب کنار جاده‌ای فلسطینی باعث مجروح شدن تعدادی از سربازان اسرائیلی شد. در ۸ام نوامبر و پس از کشف تعداد بیشتری بمب در امتداد مرز، نیروهای آی‌دی‌اف به مناطقی از نوار غزه یورش بردند که به درگیری با کمیته‌های مقاومت مردمی منجر گشت. در این درگیری یک پسر نوجوان ۱۳ ساله فلسطینی، با آتش تیربار بالگردها یا تانک‌های اسرائیلی (که در درگیری شرکت داشتند) کشته شد. روز بعد، شبه‌نظامیان فلسطینی با انفجار تونلی مملو از مواد منفجره که در ناحیه مرزی حفر کرده بودند، باعث زخمی‌شدن چهار سرباز اسرائیلی شدند. شاخهٔ نظامی حماس ضمن قبول مسئولیت این انفجار، آن را پاسخی به کشته‌شدن نوجوان فلسطینی دانست.
شبه‌نظامیان غزه حداقل ۳۰ راکت و چندین گلوله خمپاره به مناطق جنوبی اسرائیل شلیک کردند که باعث شد آژیر قرمز در اشدود، اشکلون، گان یان و مناطق اطراف آن به‌صدا درآید که همین امر موجب گشت اسرائیلی‌ها در فاصلهٔ هفت کیلومتری نوار غزه در نزدیکی مناطق امن باقی بمانند. شورای محلی گان یان مدارس منطقه را به دلیل گلوله‌باران راکتی تعطیل کرد. به گفتهٔ کانال هفت تلویزیون اسرائیل دو راکت قسام در ۹ام نوامبر به اسرائیل شلیک شد، که هر دو راکت در مناطق باز منفجر گردید.

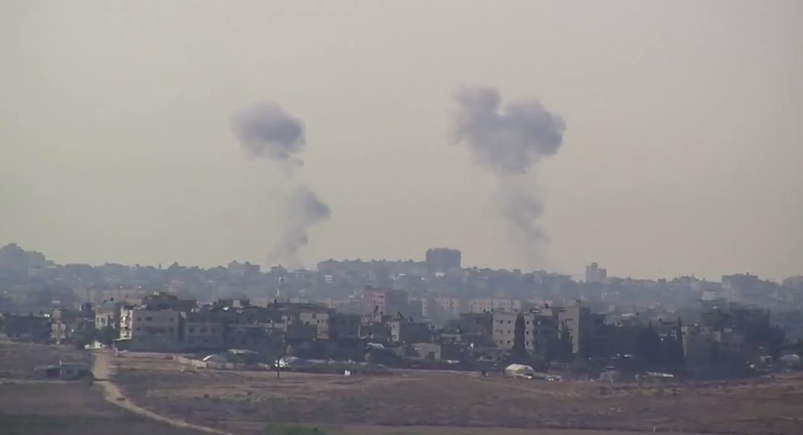
دود ناشی از حمله اسرائیل برفراز غزه

در ۱۰ام نوامبر، یک جیپ نیروهای آی‌دی‌اف در هنگام گشت‌زنی معمول خود در مرز سمت اسرائیل هدف یک فروند موشک ضد تانک نیروهای شبه‌نظامی قرار گرفت که منجر به زخمی شدن چهار سرباز اسرائیلی گشت که شرایط جسمانی یکی از آن‌ها بحرانی گزارش شده‌بود. نیروهای آی‌دی‌اف با حملات توپخانه‌ای، محل شلیک موشک و اهدافی از پیش تعیین‌شده در منطقه شجاعیه را گلوله‌باران کردند. سخنگوی حماس مدعی شد که حملات توپخانه‌ای اسرائیل منجر به کشته‌شدن چهار نوجوان فلسطینی در منطقه مذکور شده‌است. پس از آن، شبه‌نظامیان حداقل ۴۰ راکت و خمپاره به سمت مناطقی از اسرائیل شلیک کردند که باعث شد اسرائیلی‌های ساکن منطقه به پناهگاه‌ها بروند.
بعد از این حادثه تبادل آتش دو طرف تا چندین روز ادامه پیدا کرد. نیروهای شبه‌نظامی بیش از ۱۰۰ راکت شلیک کردند که در جریان این حملات چندین منزل مسکونی اسرائیلی مورد اصابت راکت قرار گرفت که یکی از راکت‌ها نزدیک در نزدیکی یک باب مدرسه به زمین اصابت کرد. چندین اسرائیلی در انفجارهای گلوله‌بارانی که به‌گونه‌ای خاص زمان‌بندی شده‌بود تا هم‌زمان با رفت‌وآمدهای صبح افراد به محل کارشان روی دهد زخمی شدند، از جمله دو نفر که خودروهای آن‌ها به صورت مستقیم مورد اصابت قرار گرفت. مدارس در مناطق جنوبی اسرائیل تعطیل شدند و شهردار بئرشبع در این رابطه توضیح داد که "ما اصابت (راکت) به مراکز آموزشی را در گذشته تجربه کرده‌ایم... ۴۰٬۰۰۰ دانش‌آموز امروز در خانه‌های خود باقی می‌مانند به‌خاطر حملاتی (راکت‌هایی) که در خارج از محدوده آبی به ما اصابت می‌کنند." اسرائیل حملات هوایی بیشتری به نوار غزه انجام داد که در نتیجه آن شش شبه‌نظامی از جمله یک شبه‌نظامی وابسته به گروه جهاد اسلامی فلسطین کشته شدند.
در روز قبل از عملیات نخست وزیر بنیامین نتانیاهو و ایهود باراک وزیر دفاع اسرائیل در سخنانی اعلام کرده بودند "اسرائیل در زمانی مناسب (به این حملات) پاسخ خواهد داد." هرچند، پس از جلسهٔ کابینه دولت اسرائیل در صبح روز قبل از عملیات، بنی بگین از وزرای کابینه اظهار کرده بود "خصومت جاری به نظر پایان یافته‌است."
در ۱۲ام نوامبر، مقامات حماس و جهاد اسلامی تمایل خود را برای بحث و گفتگو برسر آتش‌بس نشان دادند. یک سخنگوی جهاد اسلامی در سخنانی گفته بود، توپ در زمین اسرائیل است و گروه‌های مقاومت رفتار و عملکرد اسرائیل بر روی زمین را مشاهده و به تبع آن عمل خواهند کرد.  یک خانه و یک کارگاه مورد اصابت راکت قرار گرفت که منجر به زخمی‌شدن سه شهروند اسرائیلی گردید. هرچند، مقامات اسرائیلی مدعی شدند فلسطینی‌ها در این روز اقدام به شلیک ۱۲ راکت کرده‌اند. اسرائیل از شورای امنیت سازمان ملل خواست تا حملات راکتی را محکوم نماید و ایهود باراک اعلام کرد اسرائیل "لطمه به زندگی روزمره شهروندانش را نمی‌پذیرد."
گرشان بسکین یک فعال صلح اسرائیلی که میانجی بین اسرائیل و حماس در مذاکرات منجر به آزادی گیلعاد شلیط بود، گزارش داد که ساعاتی قبل از حمله منجر به مرگ احمد الجعبری موفق به دریافت یک نسخهٔ پیش‌نویس از آتش‌بس دائمی بین اسرائیل و حماس شده‌است.

## آتش‌بس

### تلاش برای آتش‌بس
مذاکرات غیرمستقیم بین حماس و اسرائیل با میانجی‌گری مصر انجام پذیرفت. محمد مرسی رئیس‌جمهور مصر پیش‌بینی کرد مذاکرات به‌زودی به نتایج مثبتی منجر خواهدشد. هیلاری کلینتون وزیر امورخارجه آمریکا، پس از دیدار با بنیامین نتانیاهو گفت فرایند آتش‌بس در روزهای آتی رخ خواهد داد. بان کی‌مون دبیر کل سازمان ملل نیز در تلاش برای پایان‌دادن به خشونت‌ها با نتانیاهو دیدار کرد. وزاری امورخارجه ترکیه و دیپلمات‌های اتحادیه عرب برای برقراری آتش‌بس بین طرفین درگیری به غزه فرستاده‌شدند.
اسرائیل ۶ شرط برای برقراری آتش‌بس داشت.
1. برای یک دوره ۱۵ ساله خشونتی روی ندهد.
2. هیچ سلاحی به غزه قاچاق یا منتقل نشود.
3. تمام حملات راکتی و حمله به سربازان اسرائیلی پایان یابد.
4. اسرائیل حق حمله به تروریست‌ها درصورت وقوع حمله یا احتمال بالقوه آن را دارد.
5. گذرگاه‌های اسرائیل-غزه بسته باقی خواهندماند.
6. سیاستمداران مصری باید تمام شرایط بالا را تضمین نمایند.

حماس درعوض برای برقراری آتش‌بس، خواستار توقف حملات اسرائیل به نوار غزه و خاتمهٔ محاصره اقتصادی آن گردید. به‌علاوه خالد مشعل رهبر حماس خواستار "تضمین‌های بین‌المللی" برای برداشتن (لغو) محاصره اقتصادی شد.

### آتش‌بس ۲۱ نوامبر
در ۲۱ نوامبر، محمد کامل عمرو وزیر امورخارجه مصر و هیلاری کلینتون وزیر امورخارجه آمریکا برقراری آتش‌بس را اعلام کردند. این اعلامیه به خصومت‌ها پایان داد در حالی که اسرائیل و حماس به مذاکرات برسر خواسته‌های خود ادامه دادند. برطبق متن توافقنامهٔ آتش‌بس، دو طرف به مذاکرات برسر مواردی چون "بازکردن گذرگاه‌ها و تسهیل رفت‌وآمد مردم و نقل‌وانتقال کالاها و خودداری از اعمال محدودیت بر عبورومرور آزاد ساکنان و هدف قراردادن آن‌ها در مناطق مرزی و روش‌های پیاده‌سازی (این موارد)" پس از گذشت ۲۴ از برقراری آتش‌بس ادامه خواهندداد. مصر پشتیبان این توافقنامه‌است و باید از هر یک از طرفین، تضمین‌های تعهد به قرارداد توافق‌شده را دریافت نماید.
پس از اعلام آتش‌بس، بنیامین نتانیاهو نخست‌وزیر اسرائیل اعلام کرد عملیات ستون ابر موفقیت‌آمیز بوده‌است و از رئیس‌جمهور آمریکا باراک اوباما برای "حمایت بی‌دریغ (وی) از حق اسرائیل برای دفاع از خودش" قدردانی نمود. نتانیاهو افزود اسرائیل و آمریکا برای متوقف‌ساختن قاچاق سلاح از ایران به نوار غزه با یکدیگر همکاری خواهندکرد.
پس از اعلام آتش‌بس ۱۲ فروند راکت از نوار غزه به‌سمت اسرائیل شلیک‌شد، که تمامی راکت‌ها در مناطق باز اشکول و شاعر هنگیف فرودآمدند. آژیر حمله هوایی در اشکول، سدروت، هوف اشکلون، اشدود، کریات ملاخی و شاعر هنگیف به‌صدا درآمدند. گنبد آهنین یک راکت را برفراز اشدود رهگیری کرد. یک انفجار به علل نامعلوم در غزه رخ‌داد که گزارش‌شد تلفاتی دربر نداشته‌است.
خالد مشعل رهبر تبعیدی حماس، از میانجی‌گری مصر در برقراری آتش‌بس قدردانی کرد و مدعی‌شد اسرائیل (در این درگیری) شکست خورده‌است. وی همچنین ایران را به‌دلیل تأمین منابع مالی و تسلیحاتی (تجهیز سلاح) شبه‌نظامیان مورد ستایش قرارداد.

## تلفات

### تلفات فلسطینی‌ها
به گفتهٔ مرکز حقوق بشر فلسطین درمجموع ۱۵۸ فلسطینی ازجمله: ۱۰۲ غیرنظامی، ۵۵ شبه‌نظامی و یک پلیس از آغاز عملیات جان خود را از دست‌دادند که ۳۰ کودک و ۱۳ زن نیز درمیان کشته‌شدگان دیده می‌شدند.
نیروهای دفاعی اسرائیل اعلام کردند ۱۷۷ فلسطینی که ۱۲۲ تن از آن‌ها شبه‌نظامی بوده‌اند در این عملیات کشته شده‌اند. نیروی هوایی اسرائیل اظهارداشت تمام اقدامات پیشگیرانه ممکن را برای جلوگیری از تلفات غیرنظامیان با استفاده از بمباران دقیق و صدور هشدارهای پیشگیرانه به ساکنان فلسطینی، انجام داده‌است. آی‌دی‌اف مدعی‌است با انتشار اعلامیه‌های هشداردهنده و تماس‌های تلفنی اخطارآمیز به غیرنظامیان دستورداده تا از مناطقی که توسط حماس برای شلیک موشک استفاده می‌شوند فاصله بگیرند. آی‌دی‌اف همچنین مدعی‌است حمله اول به هدف، به‌منظور امکان تخلیه محل از غیرنظامیان به‌عمد به خطا می‌رفته‌است و حملاتی نیز به‌علت حضور غیرنظامیان در محل لغو شده‌اند.
حملات هوایی اسرائیل، به تلفات غیرنظامیان در مناطقی منجر گشت که گزارش شد در آن‌ها هیچ درگیری اتفاق نیفتاده‌است. جهاد میشراوی عکاس خبری بی‌بی‌سی عربی ساکن غزه که فرزند نوزاد و خواهرزنش را در حملهٔ هوایی اسرائیل به خانه‌اش از دست داده‌بود اعلام کرد تا قبل از حمله اسرائیل محله مسکونی وی شاهد هیچ‌گونه درگیری نبوده‌است. هیچ توجیهی برای کشتار خانواده دلو در بمباران اسرائیل داده‌نشد. هشت تن از اعضای این خانواده ازجمله ۴ کودک در حمله هوایی اسرائیل کشته‌شدند.
تمام تلفات فلسطینی‌ها به‌علت حملات هوایی اسرائیل اتفاق نیفتاد.
احمد الجعبری یک از فرماندهان عالی‌رتبه حماس، قابل توجه‌ترین کشته‌شده فلسطینی این عملیات به‌حساب می‌آید. مرکز حقوق بشر (فلسطین) تعداد مجروحان فلسطینی را در حدود ۱۰۰۰ نفر اعلام کرد.

#### اعدام فلسطینی‌ها توسط حماس
هفت فلسطینی به‌اتهام همکاری با اسرائیل توسط شبه‌نظامیان حماس اعدام شدند. در تاریخ ۱۶ام نوامبر مردی به‌هویت اشرف عویضه در نزدیکی مسجدی در محلهٔ شیخ رمضان در شهر غزه (توسط حماس) کشته‌شد. به‌گفتهٔ یک شاهد عینی، او دو مرد نقاب‌دار را دیده که از یک دستگاه جیپ پیاده‌شده و قربانی را به زیر یکی از تابلوهای تبلیغاتی حماس کشیده‌اند و قبل از آویزان‌کردن پوستری که به جرایم منتسب‌شده وی اشاره داشته، چندین بار به سرش شلیک کرده‌اند.
در تاریخ ۲۰ام نوامبر شبه‌نظامیان وابسته به حماس ۶ فلسطینی دیگر را در خیابان تیرباران کردند. به‌گفتهٔ شاهدان، مردان (قربانیان) از داخل یک‌دستگاه ون بیرون کشیده‌شده و مجبور شدند به صورت روی زمین دراز بکشند و سپس به ضرب گلوله کشته‌شدند. جنازهٔ پنج تن از آن‌ها بر روی یکدیگر رها گردید درحالی که انبوهی از مردم جسد آنان را زیر پا لگدمال می‌کردند و به جنازهٔ آن‌ها تف می‌انداختند. جسد ششم نیز به موتورسیکلتی بسته‌شده و در خیابان‌های اصلی شهر غزه چرخانده‌شد، در حالی که ناظران فریاد می‌زدند "جاسوس! جاسوس!". حماس با ارسال پستی ضمن اعلام هویت این شش نفر مدعی شد این افراد "دارای تجهیزات های-تک و تصویربرداری بوده‌اند تا از مواضع فیلمبرداری نمایند".
در تاریخ ۲۱ نوامبر، موسی ابو مرزوق معاون رهبر حماس این قتل‌ها را محکوم و "غیرقانونی" نامید و اضافه‌کرد هرگونه مجازات اعدام باید روند قانونی را دنبال کند. او به‌علاوه افزود که افرادی که درپشت این قتل‌ها هستند باید مجازات شوند.

#### تلفات فلسطینی‌ها با آتش‌خودی
اعتقاد بر این است حداقل دو شهروند غیرنظامی فلسطینی نه بر اثر حملات اسرائیل بلکه به‌علت سقوط یک فروند راکت شبه‌نظامیان در نزدیکی هدف خود جان باخته‌اند. بنا به‌گفتهٔ مقامات اسرائیلی، بیش از ۱۰۰ راکت شبه‌نظامیان فلسطینی در نوار غزه سقوط کرده که تلفات و مجروحان متعددی به‌بار آورده‌است.

### تلفات اسرائیلی‌ها
چهار غیرنظامی و یک سرباز اسرائیلی در حملات راکتی شبه‌نظامیان فلسطینی کشته‌شدند. سه غیرنظامی در اصابت مستقیم راکت به خانه‌ای در کریات ملاخی جان خود را از دست‌دادند، در حالی که چهارمین فرد غیرنظامی یک عرب اسرائیلی بود که به‌علت اصابت موشک به منطقه اشکول کشته‌شد. تا ۲۰ام نوامبر، دست‌کم ۲۵۰ نفر ازجمله ۱۰ سرباز اسرائیلی در حملات راکتی زخمی شدند. ۲۱ اسرائیلی دیگر نیز بر اثر بمب‌گذاری یک دستگاه اتوبوس در تل آویو مجروح‌شدند.
یک غیرنظامی بادیه‌نشین نیز بر اثر اصابت راکت به منطقه‌ای در نقب کشته‌شد.
آی‌دی‌اف میزان پایین تلفات اسرائیلی‌ها را به تعدادی از عوامل تهاجمی و تدافعی نسبت می‌دهد: حملات پیشگیرانه به پدهای پرتاب و زرادخانه‌های راکتی، توانایی این نیرو برای حمله به شبه‌نظامیان در حین شلیک راکت، موفقیت ۸۰% سیستم دفاع موشکی گنبد آهنین، وجود اتاق ضد بمب در تمام خانه‌های اسرائیلی، اجرای سیستم هشدار رنگ قرمز و تلاش‌های امدادرسانی عمومی توسط (فرماندهی) موسوم به فرماندهی جلوی خانه.

## شبکه‌های اجتماعی و اینترنت
آی‌دی‌اف با استفاده گسترده از توییتر و لیوبلاگ حساب به‌روز از عملیات‌هایش می‌داد. شاخه نظامی حماس نیز با استفاده از توییتر حملات راکتی و خمپاره‌ای خود را منتشر می‌ساخت و هنگامی که تلفات اسرائیلی‌ها گزارش می‌شد اقدام به توییت کردن آن‌ها می‌کرد. مجله سیاست خارجی این تلاش را "نقطه عطفی در ارتباطات نظامی" دانست. حساب آی‌دی‌اف در توییتر در عرض ۲۴ ساعت بیش از ۵۰٬۰۰۰ علاقه‌مند جدید به‌دست آورد.
گروه آنانیموس در پاسخ به تهاجم اسرائیل به غزه به بسیاری از وب‌سایت‌های اسرائیلی حمله کرد و مدعی شد که حداقل ۵۰ سایت را از دسترس خارج کرده‌است. بسیاری از وب‌سایت‌ها با پیام‌هایی با مضامین محکومیت عملیات نظامی اسرائیل و ابراز حمایت از مردم غزه جایگزین شده‌بود. هکرهایی از کشور کویت وب‌سایت دنی دنون رئیس حزب لیکود را مختل ساختند، وی در سایت خود طوماری آنلاین را قرار داده بود که در آن از دولت اسرائیل خواسته شده‌بود، که تأمین برق نوار غزه را متوقف سازد.

### فریب خبری حماس
حماس متهم شد که با جعل و دست‌کاری تصاویر کودکانی که در سوریه زخمی یا کشته شده‌اند، این تصاویر را تحت لوای کشته‌شدگان فلسطینی در شبکه‌های اجتماعی منتشر کرده‌است. یکی از این توییت‌های (حماس) در مورد حملات اسرائیل، حاوی عکسی از جنازه یک دختر است که پیش از این در صفحهٔ فیس‌بوک سوریه & دوستان در ماه اکتبر منتشر شده‌بود.

## تحلیل‌ها
ادامه حمله اسرائیل به غزه به سود بنیامین نتانیاهو نبود، به همین دلیل حمله زمینی را متوقف کرد چون همه کشورها، از جمله نزدیک‌ترین حامی اسرائیل، ایالات متحده مخالف حمله زمینی بودند.
حملات هوایی اسرائیل به غزه حماس را ازنگاه نظامی تضعیف کرد و این گروه احمد جعبری، یکی از بزرگترین فرماندهان خود را ازدست داد اما از نگاه سیاسی حماس در این کشمکش پیروز ظاهر شد، محبوبیت این جنبش، به دلیل مقاومت و ایستادگی آن در برابر اسرائیل، نه تنها در داخل غزه بلکه در کشورهای عربی نیز بیشتر شده و حمایت آن‌ها را با خود دارد. این جنبش نشان داد که برغم محاصره غزه، نیروی خود را همچنان حفظ کرده، و اسلحه پیشرفته تر نیز بدست آورده‌است.

## واکنش‌ها

### بین‌المللی
| اسرائیل         | در روز اول عملیات بنیامین نتانیاهو نخست‌وزیر اسرائیل گفت "ما امروز پیام واضحی را برای حماس و سازمان‌های تروریستی دیگر می‌فرستیم که اگر لازم باشد ما آمادگی داریم عملیات خود را گسترش دهیم." به گفتهٔ هاآرتص رئیس‌جمهور اسرائیل شیمون پرز در تماسی تلفنی با باراک اوباما رئیس‌جمهور ایالات متحده آمریکا به وی گفته بود "اسرائیل به دنبال تشدید درگیری‌ها نیست اما در پنج روز گذشته ما بدون وقفه تحت بمباران قرار داشته‌ایم و مادران و کودکان شب‌ها در آرامش بخوابند. تحمل اسرائیل هم نهایت دارد. احمد الجعبری در پشت بسیاری از فعالیت‌های ترور بوده‌است." اکثر رهبران اسرائیلی ازجمله تزیپی لیونی، شلی یاچینویچ، شائول موفاز و نفتالی بنت این عملیات را تحسین کردند. اما رهبران جناح چپ حزب مرتس مخالفت خود با این عملیات را از طریق رادیو و اینترنت اعلام کردند. وزارت امور خارجه اسرائیل به حالت نیمه اضطراری درآمد و مرخصی تمامی کارمندان بلندپایه خود در بیت‌المقدس را لغو کرد. |
| حماس            | فوزی برهوم یکی از سخنگویان حماس، ترور احمد الجعبری را فرمان جنگ خواند. در ۱۴ نوامبر ۲۰۱۲، گردان‌های عزالدین قسام با انتشار بیانیه‌ای اعلام کردند "اشغالگران دروازه‌های جهنم را به روی خودشان باز کرده‌اند" و در ادامه قول دادند که شبه‌نظامیان آن‌ها "راه مقاومت را ادامه خواهندداد." به‌همین ترتیب ابو احمد سخنگوی شاخه نظامی جهاد اسلامی ترور الجعبری را "اعلام جنگ" خواند و متعهد شده در در عرض چند ساعت به آن پاسخ داده خواهدشد. |
| فلسطین          | مقامات فلسطین از شورای امنیت سازمان خواستند تا برای توقف عملیات نظامی اسرائیل در غزه اقدام نماید. محمود عباس رئیس‌جمهور فلسطین نیز سفر خود به اروپا را کوتاه کرد تا به کرانه باختری برگردد. |
| سازمان ملل متحد | شورای امنیت سازمان ملل متحد در شب ۱۴-۱۵ نوامبر اقدام به‌گزاری جلسه‌ای اضطراری در این رابطه نمود که نتیجه‌ای از جلسه حاصل نشد. پس از آن سینگ پوری رئیس وقت شورای به خبرنگاران گفت "به‌طور خلاصه پیامی که باید از این جلسه طنین‌انداز شود این است خشونت‌ها باید متوقف شود" |
| اتحادیه اروپا   | کاترین اشتون مسئول سیاست خارجی اتحادیه اروپا گفت "حملات راکتی حماس و دیگر جناح‌های غزه که آغازگر این بحران هستند در حال حاضر برای هر دولتی کاملاً غیرقابل قبول است و باید متوقف شود. اسرائیل حق دارد از شهروندان خود در مقابل این‌گونه حملات حفاظت کند. من مصرانه از اسرائیل می‌خواهم که پاسخ‌اش متناسب باشد." |
| افغانستان       | حامد کرزای رئیس‌جمهور افغانستان حملات هوایی اسرائیل به نوار غزه را محکوم و خواستار "توقف فوری" اعمال خشونت علیه غیرنظامیان شد. |
| الجزایر         | الجزایر از طریق عمار بلانی سخنگوی وزارت امورخارجه خود "تجاوز اسرائیل به نوار غزه" را به‌شدت محکوم کرد و شورای امنیت و جامعه جهانی خواست تا با برعهده گرفتن مسئولیت‌های خود در قبال این قضیه "به (تشدید) این درگیری خطرناک خاتمه دهند." |
| استرالیا        | جولیا گیلارد نخست‌وزیر استرالیا اعلام کرد که "دولت (استرالیا) حملات مکرر راکتی و خمپاره‌ای حماس از نوار غزه به اسرائیل را محکوم و از حماس می‌خواهد فوراً این حملات را متوقف سازد. استرالیا حمایت خود را از حق قانونی اسرائیل برای دفاع از خودش در مقابل این حملات کورکورانه اعلام می‌دارد. چنین حملاتی علیه شهروندان غیرنظامی اسرائیل کاملاً غیرقابل قبول است." |
| بحرین           | بحرین خاطر نشان کرد که به‌شدت "تجاوز وحشیانه به نوار غزه" را محکوم می‌کند. غانم بن فضل آل بن نهیان وزیر امورخارجه از جامعه جهانی خواست تا با برداشتن گام‌های مؤثر "تجاوز مکرر و غیرقابل توجیه اسرائیل به نوار غزه" را متوقف سازد. |
| بلژیک           | دیدیه ریندرس نخست‌وزیر بلژیک "بر حق مشروع اسرائیل در دفاع از شهروندان خود در مقابل این حملات" تأکید و خواستار "پاسخ متناسب" شد. |
| بلغارستان       | نیکولای ملادنوف وزیر امورخارجه بلغارستان "از حق زندگی مسالمت‌آمیز شهروندان اسرائیلی" دفاع و حملات راکتی "حماس و دیگر گروه‌های شبه‌نظامی" را محکوم کرد. در عین حال از اسرائیل خواست تا "اقدامات جدی را برای جلوگیری از تلفات غیرنظامیان فلسطینی انجام دهد و تسلیت خود را به خانوادهٔ قربانیان غیرنظامی دو طرف اعلام کرد. |
| کانادا          | جان بیرد وزیر امورخارجه کانادا با صدور بیانیه‌ای عنوان داشت "ما اساساً براین باوریم که اسرائیل حق دارد از خود و شهروندانش در برابر تهدیدات تروریستی دفاع کند. در اغلب موارد، یهودیان در خط‌مقدم مبارزه علیه تروریسم قرار دارند، مبارزه‌ای به بزرگی نسل ما. تنها در هفته گذشته بیش از ۱۰۰ راکت از نوار غزه برسر غیرنظامیان جنوب اسرائیل بارید. کانادا گروه تروریستی حماس را محکوم می‌کند و در کنار اسرائیل که با تهدیدات منطقه‌ای برای صلح و امنیت مواجه‌است، می‌ایستد." |
| چین             | سخنگوی وزارت امورخارجه جمهوری خلق چین در نشستی خبری خطاب به خبرنگاران گفت که چین از درگیری‌های به‌وجود آمده ابراز "نگرانی" می‌کند و از تمامی طرفین به‌ویژه اسرائیل خواست تا از خود "خویشتن‌داری" نشان‌دهند و از تلفات غیرنظامیان جلوگیری نمایند. |
| جمهوری چک       | وزیر امورخارجه چک با انتشار بیانیه‌ای گفت "جمهوری چک تاسف عمیق خود را به علت از دست‌دادن جان غیرنظامیان در اسرائیل و غزه و همچنین تشدید وضعیت فعلی ابراز می‌نماید. جمهوری چک به‌طور کامل حق اسرائیل در دفاع از خود در برابر موشک‌باران انجام‌شده توسط گروه‌های شبه‌نظامی غزه را با تأکید بر اهمیت اجتناب از تلفات غیرنظامیان، به‌رسمیت می‌شناسد. جمهوری چک خواستار است که هر دو طرف از اعمال هرگونه اشکال خشونت و اقدامات تحریک‌آمیز خودداری نمایند تا آرامش برای شهروندان غیرنظامی دو طرف به ارمغان بیاید." |
| مصر             | محمد مرسی رئیس‌جمهور مصر اعلام کرد "اسرائیلی‌ها باید بدانند که این تجاوز غیرقابل قبول است و تنها به بی‌ثباتی در منطقه منجر می‌گردد" و با مردم غزه ابراز همبستگی کرد. وزارت امورخارجه مصر با نکوهش این عملیات از اسرائیل خواست تا حملاتش را متوقف سازد. به‌گزارش گاردین سعد الکتاتنی رئیس حزب عدالت و آزادی گفته "مردم مصر از بی‌عدالتی علیه غزه اظهار تنفر می‌نمایند و حمله به آن را قبول نمی‌کنند. تجاوز وحشیانه به غزه نشان می‌دهد اسرائیل هنوز نفهمیده که مصر تغییر کرده‌است. یاسر ردا سفیر تازه منصوب مصر در اسرائیل برای مشورت و توجیه در واکنش به حملات به قاهره فراخوانده شد. هشام قندیل نخست‌وزیر مصر نیز در تاریخ ۱۶ نوامبر از نوار غزه بازدید به‌عمل آورد. |
| فرانسه          | لوران فابیوس وزیر امورخارجه فرانسه به حق دفاع اسرائیل از خود اذعان کرد اما خواستار خویشتن‌داری (اسرائیل) شد. او گفت "تشدید بحران در منطقه یک فاجعه‌است. اسرائیل حق برخورداری از امنیت را دارد، اما امنیت از طریق اعمال خشونت به‌دست نمی‌آید. وزارت امورخارجه فرانسه با انتشار بیانیه‌ای اعلام کرد "فرانسه از وخامت اوضاع در غزه و جنوب اسرائیل به‌شدت نگران است و از دو طرف دعوت می‌کند تا از تشدید خشونت‌ها اجتناب ورزد چون شهروندان اسرائیلی و فلسطینی بهای آن را می‌پردازند. |